# Lingua chipewyan
Il chipewyan (nome nativo: dëne sųłıné yatıé, pronunciato /tènɛ̀ sũ̀ɬìnɛ́ jàtʰìɛ́/) è una lingua amerinda del gruppo delle lingue athabaska del nord della famiglia delle lingue na-dene parlata dai Chipewyan nei Territori del Nord-Ovest, in Canada.

## Numero di parlanti
Nel 2021 10 265 persone dichiararono parlare il chipewyan in Canada.

## Ufficialità
La legge sulle lingue ufficiali dal 1988, entrata in vigore nel 1990, stabilisce che le lingue ufficiali dei Territori del Nord-Ovest sono: l'inglese, il francese, il chipewyan, il gwich'in, il tlicho, lo slavey settentrionale, lo slavey meridionale, il cree, l'inuktitut, l'inuvialuktun e l'inuinnaqtun.